# Огасавара (село)
Огасава́ра (яп. 小笠原村 Огасавара-мура) — село в Японии, находящееся в округе Огасавара префектуры Токио. Площадь села составляет 104,41 км², население — 2932 человека (1 октября 2020), плотность населения — 28,08 чел./км².

## Географическое положение
Село расположено на Бонинских островах в префектуре Токио региона Канто.

## Население
Население села составляет 2932 человека (1 октября 2020), а плотность — 28,08 чел./км². Изменение численности населения с 1980 по 2005 годы:
| 1980 | 1879 чел. |  |
| 1985 | 2303 чел. |  |
| 1990 | 2361 чел. |  |
| 1995 | 2809 чел. |  |
| 2000 | 2824 чел. |  |
| 2005 | 2723 чел. |  |

## Символика
Деревом села считается Pandanus boninensis, цветком — Schima mertensiana, птицей — Apalopteron familiare.